# Encore une fois (chanson, 2003)
Pour les articles homonymes, voir Encore une fois.
 (juillet 2025).
Motif : aucune source depuis 2008, aucune mention dans les bases de données
- Archive Wikiwix
- Bing
- Cairn
- DuckDuckGo
- E. Universalis
- Gallica
- Google
- G. Books
- G. News
- G. Scholar
- Persée
- Qwant
- (zh) Baidu
- (ru) Yandex
- (wd) trouver des œuvres sur Wikidata

| 1. | Préciser le motif de la pose du bandeau. | Précisez le motif de la pose du bandeau en utilisant la syntaxe suivante : {{admissibilité à vérifier\|date=juillet 2025\|motif=remplacez ce texte par le motif}}                                    |
| 2. | Informer les utilisateurs concernés.     | Pensez à avertir le créateur de l'article, par exemple, en insérant le code ci-dessous sur sa page de discussion : {{subst:avertissement admissibilité à vérifier\|Encore une fois (chanson, 2003)}} |

Singles de Hélène Ségara
L'amour est un soleil On n'oublie jamais rien, on vit avec
Pistes de Humaine
Humaine L'amour est un soleil
Encore une fois est un single de la chanteuse française Hélène Ségara, issu de son 3e album Humaine et sorti le 8 août 2003.